# Polícia secreta da União Soviética
Por polícias secretas da União Soviética entende-se aquelas organizações que serviram consecutivamente como serviço de inteligência e contrainteligência sob o regime soviético e cujo objetivo era, em palavras de Lenin, funcionar como uma "devastadora arma contra as incontáveis conspirações e golpes ao poder soviético por gente infinitamente mais poderosa do que nós". A primeira destas organizações, a denominada Tcheka, substituiu desde 1917 a polícia secreta tsarista, denominada Okhrana.

## A Tcheka
Artigo principal: Tcheka
A Tcheka (em russo: чрезвычáйная комиссия (ЧК), Tchrezvitcháinaia Komissia; Comissão Extraordinária), foi a primeira das organizações das polícias secretas soviéticas. Foi criada em 20 de dezembro de 1917 por Feliks Dzerzhinski em substituição da polícia secreta tsarista (Okhrana), da que copiou a sua organização interna.
No primeiro mês e meio depois da Revolução de Outubro, as tarefas de extinguir a resistência e a contra-revolução foram encargadas ao Comité Revolucionário Militar (VRK) de Petrogrado. Constituía um corpo temporário e extraordinário que trabalhava sob as diretrizes do Sovnarkom e do Comité Central do Partido Operário Social-Democrata Russo, que tinha impulsionado e dirigido a revolução. O VRK ocupou-se assim de criar os novos corpos do governo, organizar as provisões de alimento para as cidades e o exército, requisitar bens da classe burguesa e de organizar a agitação e a propaganda nas províncias.
Em 1 de dezembro de 1917, o Comité Executivo Central de Todas as Rússias aprovou a proposição de reorganizar o VRK e criar no seu lugar um organismo especificamente dirigido à luta contra a contra-revolução. O 6 de dezembro, o Sovnarkom, encarregou Feliks Dzerzhinski desenhar um conjunto de medidas aplicáveis para a luta contra a sabotagem e confecionar uma listagem de membros da comissão. Dzerzhinski incluiu naquele organismo os seguintes dirigentes revolucionários: V.K. Averin, V.N. Vasilevski, D.G.Ievesiev, I.K. Ksenofontov. G.K. Ordzhonikidze; I. Peters, K.A. Peterson e V.A. Trifonov, que prepararam a organização e o funcionamento da primeira polícia secreta soviética. Dividiram a Comissão em três seções: informacional, organizacional e de luta contra a sabotagem e a contra-revolução. Sobre essa base, o Sovnarkom confirmou oficialmente a criação da Tcheka em 7 de dezembro de 1917. No dia seguinte, alguns dos membros daquela primeira comissão preparatória (Averin, Ordzhonikidze e Trifonov) foram substituídos por V.V. Fomin, S.E. Shchukin, Iljin e Tchernov. Dzerzhinski foi escolhido como diretor na primeira reunião do conselho da Tcheka, na que também se fixou a sé do organismo (em Petrogrado, Gorokhovaia 2, 4º)

### Primeiros meses
Nos primeiros meses de existência, a Tcheka contou apenas com 40 oficiais que, pela sua vez, controlavam uma equipa de soldados do regimento de Sveaborgeski e um grupo da Guarda Vermelha. Em 14 de janeiro de 1918, o Sovnarkom ordenou Feliks Dzerzhinski aumentar o tamanho da organização. Na primavera de 1918, a comissão contava já com multidão de equipos e, ademais dos iniciais departamentos de luta contra a contra-revolução, a especulação e a bandidagem, desenvolveu também tarefas de investigação da contra-revolução no âmbito da Armada e do Exército.
Pela sua vez, a Tcheka era controlada pelo Comissariado Popular de Justiça (Narkomjust, naquela época dirigido por Isidor Steinberg) e pelo Comissariado Popular do Interior NKVD (dirigida então por Grigori Petrovski). De fato, F. Dzerzhinski, M.I. Latsis e I.S. Unszlicht (os principais tchekistas) faziam parte da organização do NKVD, ainda quando a Tcheka era considerada oficialmente uma organização independente.

### Consolidação
No fim de janeiro de 1918, uma Comissão de Investigação do Soviete de Petrogrado enviou ao Sovnarkom petição para delimitar o papel dos órgãos de detenção e investigação judicial. Em concreto, solicitaram que a Tcheka conservasse apenas as funções de deteção e supressão, enquanto as funções de investigação passariam ao soviete de Petrogrado. O Sovnarkom aceitou a petição e, em 31 de janeiro de 1918, ordenou relevar a Tcheka das suas funções de investigação. No mesmo dia, o Conselho dos Comissários do Povo propus fusionar a Tcheka e a Comissão Bonch-Bruievitch, que tinham, na prática, as mesmas atribuições. Porém, não houve qualquer decissão até duas semanas depois.
Em 23 de fevereiro de 1918, a Tcheka enviou um telegrama radiofónico em que se chamava à organização de comissões de luta contra a contra-revolução naquelas áreas onde ainda não tinham sido organizadas. Nesse mesmo mês surgiram comissões locais, como a de Moscovo, cujo modelo foi seguido noutras cidades e regiões. Ademais, apareceram Comissões Extraordinárias naquelas áreas com uma situação política considerada grave: apareceram estas comissões nos sovietes de Omsk, Penza, Perm, Novgorod, Cherepovets, Rostov e Taganrog. Em 7 de março de 1918, a Tcheka central foi trasladada a Moscovo e, consequentemente, foi criada a Tcheka de Petrogrado. O processo de expansão das Tchekas foi completado em agosto de 1918, com um total de 38 Tchekas.
Em 12 de junho de 1918, a I Conferência da Tcheka de Todas as Rússias adoptou as Provisões básicas para a a organização das comissões extraordinárias. Foi ainda formulada a necessidade de estender a estrutura de Tchekas aos distintos níveis organizativos dos sovietes, de modo que foram criadas tchekas aos níveis de oblasts, gubernija, raion, uezd e volost e também em áreas de fronteira. No outono desse ano, porém, foram suprimidas as tchekas dos uezd, raion e volosts devido à consolidação da situação política.

### Operações
Inicialmente formada para a luta contra a sabotagem, a contra-revolução, e a especulação financeira, a Tcheka considerou contra-revolucionário qualquer funcionário civil e militar que tivesse trabalhado para o Império Russo; as famílias dos voluntários e oficiais (incluídos as crianças); qualquer membro do clero; qualquer trabalhador suspeitoso de não suportar o governo soviético e qualquer pessoa cuja propriedade privada tivesse um valor superior a 10.000 rublos.
Na realidade, na medida em que se tratava de Comissões Extraordinárias, tinham poderes ilimitados e capacidade para os interpretarem do modo como quisessem. Sob a direção revolucionária de Lenin, a Tcheka levou a termo detenções massivas, encarceramentos e execuções de "inimigos do povo", que incluíam os setores já referidos (especialmente clero e burguesia) e também os socialistas libertários. A luta contra a oposição esquerdista foi tão celosa quando a luta contra os setores pró-tsaristas. Nos primeiros meses, 800 socialistas libertários foram arrestados e executados. Entre 11 e 12 de abril de 1918 foram atacados 26 centros políticos anarquistas em Moscovo: 40 anarquistas resultaram mortos e arredor de 500 foram encarcerados. Em resposta à resistência anarquista, a Tcheka de Feliks Dzerzhinski organizou uma campanha de retaliação maciça, com repressão, execuções, e arrestos contra todos os oponentes do governo bolchevique que foi conhecido como Terror vermelho. Ainda, a Tcheka foi utilizada contra o Exército Negro dirigido por Nestor Makhno na Ucrânia, mesmo após o Exército Negro ter colaborado com o Exército Vermelho contra o Exército Branco dirigido por Anton Denikin e fiel aos mencheviques.
Calcula-se que arredor de três milhões de desertores fugiram do Exército Vermelho entre 1919 e 1920, mas aproximadamente um milhão e trezentos mil deles foram capturados polo Departamento Especial Punitivo da Tcheka nesses anos. A Tcheka participou também na luta contra a Revolta de Kronstadt em 1921

## A GPU e a OGPU
Em 6 de fevereiro de 1922, a Tcheka foi reorganizada e o seu nome foi mudado pelo de Diretório Político do Estado (GPU; Государственное Политическое Управление НКВД РСФСР). Na teoria, a nova agência tinha atribuições mais restritas do que a Tcheka, na medida em que, por exemplo, não podia deter e executar pessoas consideradas contra-revolucionárias à vontade.
Com o estabelecimento da URSS como sistema organizacional do Estado, a direção política viu a necessidade de criar uma organização unificada com capacidade para agir em toda a União Soviética, e já não só na Rússia. Por isso, em 15 de dezembro de 1923, por decisão do Comité Executivo Central Panrusso, a GPU transforma-se no Diretório Político Unificado do Estado (OGPU; em russo Объединённое государственное политическое управление - ОГПУ). A totalidade desse processo foi dirigido por Feliks Dzerzhinski, que ocupou a chefia da agência até julho de 1926, quando foi substituído por Viacheslav Menzhinski.
Em 9 de maio de 1924, o Conselho dos Ministros (VTsIK) da URSS decide expandir as funções da OGPU à luta contra o gangsterismo, com a subordinação da polícia e da investigação criminal, o qual significa estender consideravelmente a capacidade de repressão extrajudicial. Em 15 de novembro de 1930, com a supressão do Comissariado Popular do Interior, faculta-se a OGPU para administrar a atividade policial e a investigação criminal, bem como para utilizar esses novos órgãos incorporados para a sua atividade aberta ou oculta. Porém, em 1934 a agência será novamente incorporada ao Comissariado NKVD, convertendo-se no GUGB

## O GUGB, o NKGB e o MGB
Após a incorporação da OGPU ao NKVD, a sua denominação foi substituída pela de Administração Principal de Segurança do Estado (GUGB, em russo: Главное управление государственной безопасности, ГУГБ).
Num primeiro momento, funcionou sob as diretrizes do NKVD e a sua direção era ocupada polo principal funcionário do NKVD (naquele momento, Genrikh Yagoda. Porém, em 3 de fevereiro de 1941 o GUGB foi separado do NKVD por ordem do Presidium do Soviete Supremo e renomeado como Comissariado Popular da Segurança do Estado (NKGB), com o que deixava de estar submetido ao Comissariado Popular do Interior (NKVD).

### Separações e unificações
Na realidade, as relações entre o GUGB/NKGB e o NKVD foram complexas: após o início da Segunda Guerra Mundial, o NKVD e o NKGB foram novamente unificados e a direção da contra-inteligência foi reintegrada ao NKVD em janeiro de 1942. Em abril de 1943, sem embargo, o GUGB foi novamente separado do NKVD com o nome de NKGB.
Embora as contínuas separações e unificações, que jamais foram suficientemente aclaradas, na época em que o GUGB esteve sob a direção do NKVD, ele foi um dos departamentos mais poderosos. Alguns estudiosos consideraram que os consecutivos processos de convergência e separação tiveram a ver com a ocupação soviética de Lituânia, Letónia, Estónia, o leste de Polónia e parte de Roménia, que requeriam ampliar as capacidades de encarceramento, deportação e execução.
As Seções do GUGB ocupavam-se da inteligência, a segurança interna, a contra-inteligência, a proteção do governo e as comunicações secretas. O primeiro chefe (desde 15 de abril de 1938)  foi Iakov Agranov, que foi substituído em 8 de setembro de 1938 por Mikhail Frinovski, reempraçado pela sua vez por Lavrenti Beria. Com a transformação do GUGB no NKGB, o primeiro chefe foi Vsevolod Merkulov, enquanto Beria continuaba na direção do Ministério do Interior (NKVD).

### De comissariado a ministério: o MGB
Em 1946 tiveram lugar mais mudanças profundas: os existentes Comissariados Populares foram transformados em Ministérios e a denominação "NKVD" foi substituído pela de Ministério do Interior (MVD). Daí, o Comissariado Popular da Segurança de Estado foi transformado no Ministério de Segurança de Estado (MGB, em russo: Министерство государственной безопасности - МГБ) por ordem de Lavrenti Beria. As suas chefias foram ocupadas consecutivamente por Vsevolod Merkulov em 1946; Viktor Abakumov (1946-1951); Sergei Ogoltsov (1951) e Semion Ignatiev (1951-1953).
A morte de Stalin nesse ano fez com que Lavrenti Beria, que visava ocupar o posto de líder supremo da URSS reunisse novamente o MVD e o MGB num único organismo. Antecipando-se a um possível golpe de Estado, o Presidium eliminou Beria com os cargos de crimes contra o Partido e atividades contra o Estado. No mesmo movimento, o MGB foi renomeado e extraído do controlo do MVD em 13 de março de 1953.

## O KGB
Artigo principal: KGB
Com a divisão do MVD de Beria em duas organizações, o Ministério do Interior (MVD) resultante reteve o poder policial e legislativo, e o MGB foi convertido numa nova agência que assumiu as funções de segurança interna e externa, e que estava subordinada diretamente ao Conselho de Ministros da União Soviética.
Ademais do trabalho no interior, o KGB realizou importantes penetrações nas agências de inteligência dos Estados Unidos e da Grã Bretanha. Sem embargo, a nível interno, Leonid Brezhnev conseguiu organizar um complot com o chefe do KGB Aleksandr Shelepin para facilitar o golpe de Estado contra Nikita Khrushchev em  1964. Dado que, naquele momento Shelepin já não dirigia o KGB, não foi retaliado e, desde uma nova posição política, protegeu Vladimir Semitchastni que dirigiu o KGB entre 1961 e 1967.
Na década de 1980, o processo de liberalização conhecido como glasnost levou o então chefe do KGB (Vladimir Kriutchkov (1988-1991) a liderar um golpe de Estado para depor o presidente Mikhail Gorbatchov. O golpe de Estado falido terminou com o KGB em 6 de novembro de 1991, junto com a União Soviética. As tarefas de polícia secreta foram, desde esse momento, levadas a cabo pelo Serviço de Segurança Federal (FSB) e as de espionagem foram executadas pelo Serviço de Inteligência Exterior (SVR)

## Cronologia das polícias secretas soviéticas
- Tcheka (de 17 de dezembro de 1917 a 6 de fevereiro de 1922). Dirigida por:
  - Feliks Dzerzhinski (1917 - 1918)
  - Iakov Peters (1918)
  - Feliks Dzerzhinski (1918 - 1922)

- GPU (do 6 de fevereiro de 1922 ao 15 de novembro de 1923). Dirigida por:
  - Feliks Dzerzhinski (1922-1923)

- OGPU (do 15 de novembro de 1923 ao 10 de julho de 1934). Dirigida por:
  - Feliks Dzerzhinski (1923-1926)
  - Viatcheslav Menzhinski (1926-1934)

- GUGB (do 10 de julho de 1934 ao 3 de fevereiro de 1941). Dirigida por:
  - Genrikh Yagoda (1934 - 1936)
  - Nikolai Iezhov (1936 - 1938)
  - Lavrenti Beria (1938 - 1945)

- NKGB (do 3 de fevereiro de 1941 ao 18 de março de 1946). Dirigida por:
  - Vsevolod Merkulov (1941-1946)

- MGB (do 18 de março de 1946 ao 5 de março de 1953). Dirigida por:
  - Viktor Abakumov (1946-1951)
  - Semion Ignatiev (1951-1953)

- MVD (do 5 de março de 1953 ao 13 de março de 1954). Dirigida por:
  - Lavrenti Beria (marzo de 1953 - junho de 1953)
  - Sergei Kruglov (junho de 1953 - março de 1954)

- KGB (do 13 de março de 1954 ao 22 de outubro de 1991). Dirigida por:
  - Ivan Serov (1954-1958)
  - Aleksandr Shelepin (1958-1961)
  - Vladimir Semitchastkni (1964-1967)
  - Iuri Andropov (1967-1982)
  - Vitali Fedorchuk (1982-1982)
  - Viktor Tchebrikov (1982-1988)
  - Vladimir Kriutchkov (1988-1991)
  - Leonid Shebarshin (1991)
  - Vadim Bakatin (1991)

## Outros artigos
- KGB
- Okhrana
- Polícia secreta
- União Soviética